# Peerajärvi
Peerajärvi är en sjö i Finland. Den ligger i kommunen Enontekis i landskapet Lappland, i den norra delen av landet, 1 000 km norr om huvudstaden Helsingfors. Peerajärvi ligger 459,5 meter över havet. Omgivningarna runt Peerajärvi är i huvudsak ett öppet busklandskap. Arean är 1,91 kvadratkilometer och strandlinjen är 6,5 kilometer lång. Sjön  ingår i Torne älvs huvudavrinningsområde. 